# Alek Keshishian
Alek Keshishian, né le 30 juillet 1964 à Beyrouth au Liban, est un réalisateur, producteur et scénariste américain d'origine arménienne. Il est surtout connu pour avoir réalisé In Bed with Madonna qui était, à l'époque, le documentaire le plus rentable de tous les temps.

## Biographie
Alek a été élevé à Manchester, dans le New Hampshire, aux États-Unis. Lui et sa sœur Aleen sont d'origine arméniennes, leurs parents sont le docteur Kevork et Cecil Keshishian. Alors qu'il excellait en maths et en sciences et que son père souhaitait qu'il embrasse une carrière similaire à la sienne dans la médecine, son talent ainsi que sa passion pour la musique, le théâtre et la danse le pousse à s'écarter de cette filière. Alors qu'ils sont encore jeunes, Alek et Aleen participent à plusieurs tournées théâtrales.
Pendant ses études à la St. Paul's School (à Concord, New Hampshire), il est rapidement devenu l'un des principaux danseurs du programme de l'école. Avant d'être diplômé à l'université Harvard, il a coproduit le programme traditionnel de Harvard, visant à honorer les cent-trente-sept ans du Hasty Pudding Club. Le Hasty Pudding Club de Harvard revendique plusieurs stars futures, notamment Jack Lemmon et Fred Gwynne.

## Vie privée
Sa sœur Aleen est également dans le milieu artistique, en tant que manager, et représente des acteurs célèbres tels Orlando Bloom et Natalie Portman.

## Filmographie

### Réalisateur

#### Longs métrages
- 1991 : In Bed with Madonna
- 1994 : Avec les félicitations du jury
- 2006 : Love (et ses petits désastres)

#### Clips musicaux
- Bobby Brown : "Don't Be Cruel" (1988)
- Bobby Brown : "My Prerogative" (1988)
- Bobby Brown : "Every Little Step" (1989)
- Bobby Brown : "On Our Own" (1989)
- Elton John : "Sacrifice" (1990)
- Madonna : "This Used to Be My Playground" (1992)
- Madonna : "I'll Remember" (1994)
- Darren Hayes : "Insatiable" (2002)
- Selena Gomez : "Hands To Myself" (2015)

### Scénariste
- 2011 : W.E. (coscénariste avec Madonna)